# Michel Corringe
Michel Corringe, de son vrai nom Michel Corring, né à Tunis le 2 août 1946 et mort à Lorette le 2 octobre 2001, est un auteur-compositeur-interprète.

## Biographie
Arrivé en France en 1958 dans la région de Montluçon, Michel Corringe enregistre en 1968 la chanson qui le fera connaître, La Route (300 000 exemplaires de l'album vendus),. Routard, bourlingueur, c'est un  émule déclaré des beatniks et en particulier de Jack Kerouac qui lui inspire certaines chansons. Corringe incarne dans les années 1970 les idéaux d'une génération et les années dites « soixante-huitardes »,. Il chante cela d'une voix puissante et belle, accompagné d'artistes comme Dan Ar Braz. Viennent ensuite plusieurs 45 tours et albums, jusqu'en 1982.
En 1982 paraît Aldebaran, un album dans lequel il semble avoir trouvé une certaine sérénité après le son rock de son album précédent, J'ai mal, j'ai peur mais je t'aime (1979). Au Printemps de Bourges où il chante en 1984, il passe la main et quitte le monde de la chanson, tout en continuant à écrire. Phénix, son ultime album et seul CD sort 14 ans plus tard, en 1998. Cet album, enregistré à Brest, est composé en grande partie de réenregistrements de ses propres chansons (principe qu'il affectionne et applique tout au long de sa carrière) et de quelques créations.
Les dernières années de sa vie, il vit dans la région de Lyon, à Saint-Étienne, puis en Bretagne, sur la côte nord du Finistère. Peu soutenu dans les grands médias, hormis Michel Lancelot, et Jean-Louis Foulquier, usé par l'alcool et la maladie, Michel Corringe meurt le 2 octobre 2001, dans l'oubli, à Lorette près de Saint-Étienne. Il est incinéré puis enterré près de sa mère dans le village natal de celle-ci, Charolles en Saône-et-Loire.

### Repères chronologiques
- 1964 : Baccalauréat math-élem
- 1965 : Première année de faculté de physique-chimie à Lyon
- 1966 : Faculté de chimie à Lyon
- 1968 : Préparation math sup à Lyon
- 1973-1975 : Sortie de deux 33 tours et assistant-réalisateur de l'émission radio Campus sur Europe 1
- 1975-1981 : Sortie de cinq 33 tours avec récompense de trois disques d'or
- 1981 : Achat et gestion du Théâtre de la Roquette à Paris
- 1986 : Gérance d'un restaurant à l'Aber-Wrac'h en Bretagne
- 1985-1987 : Voyages à l'étranger dont un an au Québec, animation d'une Radio FM CKVL Montréal
- 1987 : Direction du théâtre Les Clochards célestes à Lyon Croix-Rousse
- 1990 : Animation du cabaret Les Faux-Nez à Lausanne
- 1992 : Intermittent du spectacle, construction de décors pour FR3 Marseille
- 1995 : Projet de gestion d'une librairie-restaurant à Marseille
- 1998 : Sortie du CD Phénix
- 2001 : Décès à Lorette

## Discographie

### 33 tours
- 1968 : Les Paumés (réédité en 1974 sous le titre La Route)Toutes les chansons sont écrites et composées par Michel Corringe, sauf Les Paumés et Les Saintes-Maries : Michel Corringe et Danyel Gérard.| No  | Titre                     | Durée |
| --- | ------------------------- | ----- |
| 1.  | La Route                  |       |
| 2.  | La Douce                  |       |
| 3.  | Tête vide                 |       |
| 4.  | Cigarettes sur cigarettes |       |
| 5.  | Me reposer                |       |
| 6.  | Les Paumés                |       |
| 7.  | Les Saintes-Maries        |       |
| 8.  | Le Petit Gars             |       |
| 9.  | C'est mieux comme ça      |       |
| 10. | Platon                    |       |
| 11. | De toutes choses          |       |
| 12. | La Tête en vrille         |       |

- 1975 : Laissez-nous vivreToutes les chansons sont écrites et composées par Michel Corringe, sauf Violence 1 et violence 2 : Michel Corringe et André Hervé. J'ai tant rêvé de toi est adapté d'un poème de Robert Desnos.| No  | Titre                      | Durée |
| --- | -------------------------- | ----- |
| 1.  | Laissez-nous vivre         |       |
| 2.  | Si tu venais               |       |
| 3.  | Le Trottoir roulant        |       |
| 4.  | Pour y aller               |       |
| 5.  | Violence 1 et Violence 2   |       |
| 6.  | Saint-Jean                 |       |
| 7.  | Les Oiseaux sauvages       |       |
| 8.  | J'ai tant rêvé de toi      |       |
| 9.  | Les Paumés de la cambriole |       |
| 10. | Moi ton rocher             |       |
| 11. | Gaffe devant               |       |

- 1976 : À suivre (RCA)| No | Titre                   | Durée |
| -- | ----------------------- | ----- |
| 1. | Bonjour                 |       |
| 2. | Je suis                 |       |
| 3. | Reviens chez nous       |       |
| 4. | C'est pour demain       |       |
| 5. | Révolte                 |       |
| 6. | Ecce homo               | 11'22 |
| 7. | Da zavtra — À demain    |       |
| 8. | Da zavstra (orchestral) |       |

- 1977 : En public| No  | Titre                      | Durée |
| --- | -------------------------- | ----- |
| 1.  | Me reposer                 | 3'15  |
| 2.  | Je suis                    | 3'23  |
| 3.  | L'Enfant de colère         | 4'48  |
| 4.  | Kerouac Jack               | 4'30  |
| 5.  | Les Paumés                 | 3'30  |
| 6.  | La Route                   | 4'05  |
| 7.  | Liberté                    | 3'10  |
| 8.  | Mâche ta chique            | 2'57  |
| 9.  | Les Paumés de la cambriole | 2'10  |
| 10. | J'ai tant rêvé de toi      | 1'43  |

- 1978 : TatouageToutes les chansons sont écrites et composées par Michel Corringe, sauf 1, 7, 8, 10 : Étienne Roda-Gil et Michel Corringe. J'ai tant rêvé de toi est adapté d'un poème de Robert Desnos..| No  | Titre                                                                                | Durée |
| --- | ------------------------------------------------------------------------------------ | ----- |
| 1.  | Petits Enfants des rizières (avec la participation de la chorale de l'Île-de-France) |       |
| 2.  | J'ai oublié                                                                          |       |
| 3.  | Plus parler plus penser                                                              |       |
| 4.  | Mic Mac Blues                                                                        |       |
| 5.  | L'Idiot                                                                              |       |
| 6.  | Je t'attends                                                                         |       |
| 7.  | Guerres lointaines                                                                   |       |
| 8.  | Camp des Deux Roses                                                                  |       |
| 9.  | J'ai tant rêvé de toi                                                                |       |
| 10. | Gypsies on the moon                                                                  |       |

- 1979 : J'ai mal, j'ai peur mais je t'aime| No | Titre                                           | Durée |
| -- | ----------------------------------------------- | ----- |
| 1. | Tue-les                                         | 3:21  |
| 2. | J'ai peur, j'ai mal                             | 3:20  |
| 3. | Pars d'ici, fous le camp                        | 3:00  |
| 4. | Je chante pour ceux qui ne peuvent pas entendre | 4:00  |
| 5. | Un feu d'artifice, mets ta tête dans le mur     | 3:03  |
| 6. | Quand est-ce qu'on mange ?                      | 2:28  |
| 7. | Crève-moi les pneus                             | 2:53  |
| 8. | Tu m'aurais tué, j'serais pas mort              | 2:33  |
| 9. | Quand ma mémoire frissonne                      | 2:23  |

- 1982 : Aldébaran (RCA)Toutes les chansons sont écrites et composées par Michel Corringe, sauf Longue vie, Longwy : paroles de Michel Corringe et musique de la chanson Le Train du Nord de Félix Leclerc.| No  | Titre                     | Durée |
| --- | ------------------------- | ----- |
| A1. | Long le chemin            | 3:19  |
| A2. | Ne juge pas, condamne pas | 3:11  |
| A3. | Mythomane                 | 3:10  |
| A4. | Longue vie, Longwy        | 3:16  |
| B1. | Je descendrai             | 4:00  |
| B2. | Marlène                   | 3:19  |
| B3. | Elle joue à la vie        | 2:53  |
| B4. | Café bleu                 | 2:47  |
| B5. | Le Trottoir roulant       | 2:29  |

### CD
- Phénix (1998)
- La Route, réédition en 2008 de l'album Les Paumés chez Magic Records
- Laissez-nous vivre, réédition en 2012 de l'album de 1975 chez Magic Records.

### 45 tours
- 1968 : La RouteToutes les chansons sont écrites et composées par Michel Corringe.| No | Titre             | Durée |
| -- | ----------------- | ----- |
| 1. | La Route          |       |
| 2. | La Tête en vrille |       |
| 3. | Le Petit Gars     |       |
| 4. | Me reposer        |       |
- Le Fils du grand Martin (1970)
- Triste matin (1970)
- Kerouac Jack (1971)
- La Fille qui danse (1971)
- Bonjour / Reviens chez nous (1977)